# Benderse Heide

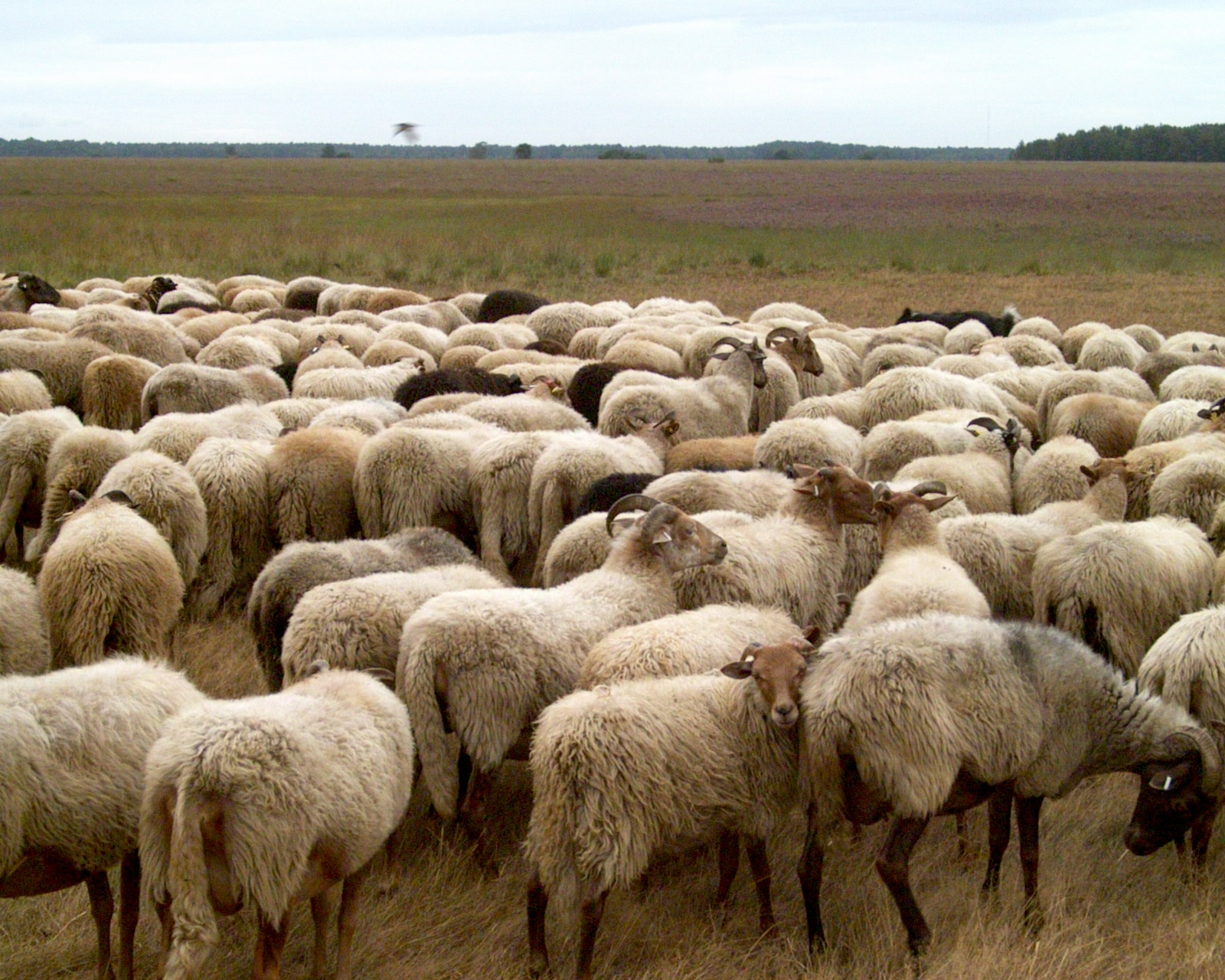
Benderse Heide in het Nationaal Park Dwingelderveld

De Benderse Heide vormt met de Dwingeloosche Heide en de Kraloër heide een aaneengesloten heidecomplex in het Nederlandse Nationaal Park Dwingelderveld. De Benderse Heide wordt evenals de Dwingeloosche Heide, beheerd door Natuurmonumenten. De Kraloër heide wordt beheerd door Staatsbosbeheer. Het gebied vormt het grootste vochtige heidegebied van West-Europa. In de Benderse Heide liggen diverse plassen en vennen, zoals het Kolenveen, de Hoornsche Plas en de Benderse Plassen. Op het wat hoger gelegen gedeelte, de Benderse Berg, stond de woning waar de schrijver Anne de Vries na de Tweede Wereldoorlog werkte. Het huisje brandde in april 2018 af.
Het gebied wordt begraasd door de Ruiner schaapskudde. De schaapskooi staat aan de zuidwestrand van het gebied nabij de buurtschap Benderse.